# Sandister Tei
Sandister Tei (Acra) es una periodista especializada en redes sociales ghanesa que fue nombrada la Wikimedista del Año en octubre de 2020 por el cofundador de Wikipedia, Jimmy Wales. Es cofundadora y voluntaria activa de Wikimedia Ghana User Group.

## Biografía
Tei nació en Acra, Ghana. Fue a la Escuela Achimota, más tarde a la Universidad de Ghana, donde se especializó en Geografía y recibió una beca del Grupo Tullow en 2013 para realizar una Maestría en Periodismo Internacional en la Universidad de Cardiff.

## Carrera profesional
Después de su maestría en la Universidad de Cardiff, Tei se unió al canal digital AJ + de Al Jazeera en 2014. Más tarde, trabajó brevemente en Joy FM como ejecutiva de redes sociales y luego en Citi FM como periodista multimedia. Etapa en la que también fue subgerenta de Programas de Citi FM y Citi TV.
Luego, se unió al programa Traffic Avenue. También fue presentadora de tendencias tecnológicas y de redes sociales en el galardonado Citi Breakfast Show.
Además de sus roles en los medios, Tei también fue facilitadora de medios digitales para la Iniciativa de Jóvenes Líderes Africanos, Voice of America, Oficina del Alcalde de Acra.

## Actividad en Wikimedia

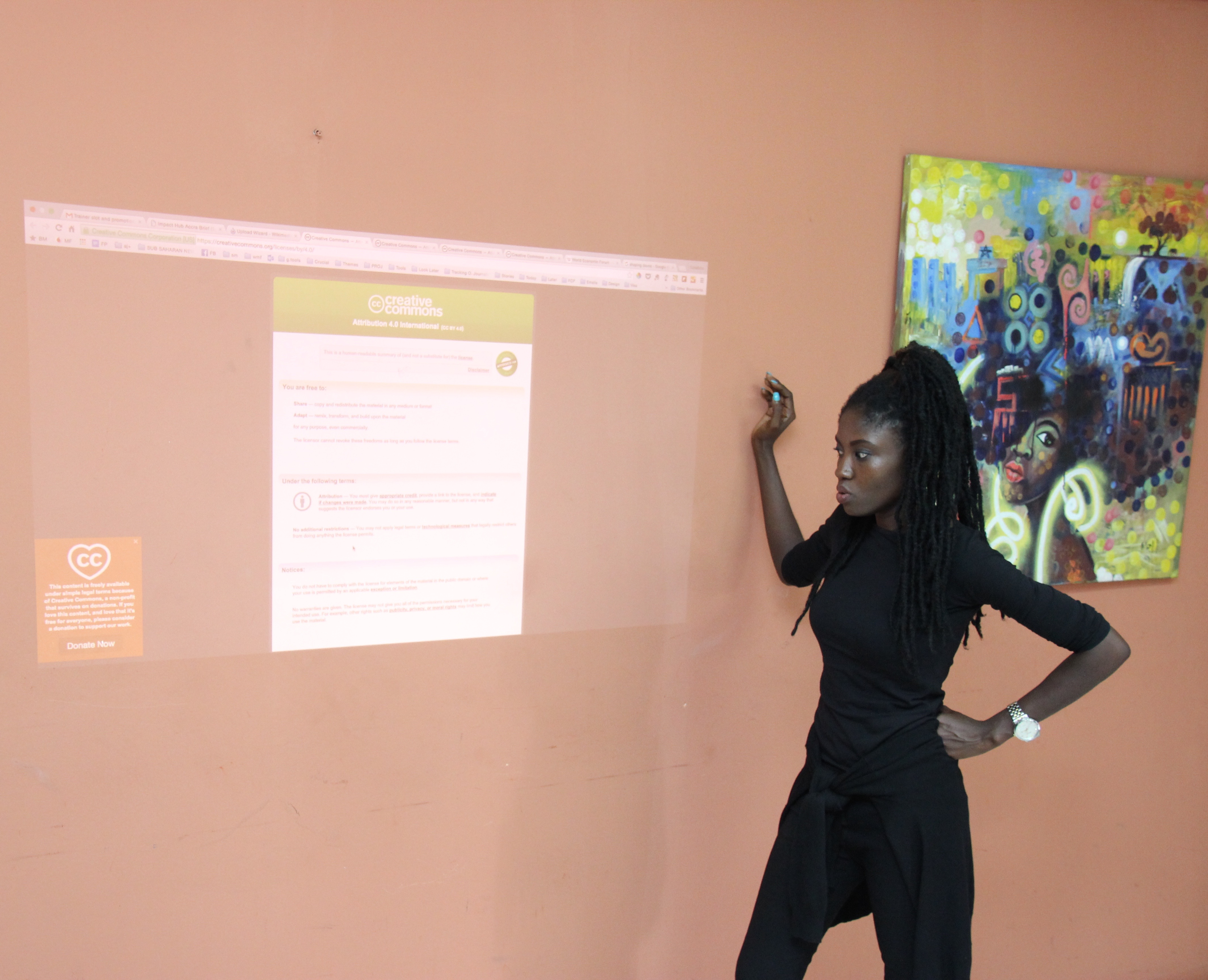
Tei durante una Editatón de Wikimedia en 2016.

Tei es cofundadora de Wikimedia Ghana User Group, una comunidad de wikimedianos ghaneses que se creó en 2012. Su trabajo voluntario allí incluyó la contratación de editores de Wikipedia y otras actividades de divulgación. También ayudó a lanzar una campaña para iniciar una petición sobre Libertad de Panorama en Ghana en 2018 en la conferencia, re:publica Accra.
Representó al Grupo de Usuarios de Wikimedia Ghana en Washington D. C. para conversar con los organizadores de Wikimania 2012 sobre formas de aumentar el contenido africano en Wikipedia. Al año siguiente, asistió a Wikimania en Hong Kong como parte de una reunión formal de editores africanos, convirtiéndose en la primera mujer en Ghana en asistir a dicha reunión. Participó en la Cumbre de Wikimedia 2019 en Berlín, promoviendo un aumento en la cobertura sobre temas africanos en los proyectos de Wikimedia. Uno de sus principales objetivos era "realinear" y "experimentar diferentes perspectivas".
Fue nombrada la Wikimedista del año el 15 de octubre de 2020 por el cofundador de Wikipedia, en una transmisión en vivo de YouTube y Facebook. Tei fue elogiada por sus contribuciones a la cobertura de los proyectos de Wikimedia sobre la pandemia de COVID-19 en Ghana, ayudando a mantener un registro permanente de los efectos de la pandemia allí. Debido a las restricciones de viaje, Wales no pudo entregar personalmente el premio a Tei según la práctica habitual, sino que habló con ella en una llamada sorpresa de Zoom.

## Otros trabajos
Mientras estaba en Gales, le diagnosticaron depresión y su tratamiento posterior ayudó a mejorar tanto su estado de ánimo como sus calificaciones; luego fundó Purple People, un grupo de apoyo de salud mental (ahora inactivo) para personas con trastornos del estado de ánimo, años después de que ella misma luchó contra la depresión.